# السلطة الانتقالية الإقليمية لدارفور
السلطة الانتقالية الإقليمية لدرافور (TDRA) كانت هيئة حكم مؤقتة لإقليم دارفور بجمهورية السودان. وقد تم تأسيسها كسلطة إقليمية لدارفور في أبريل 2007 بموجب شروط اتفاقية سلام دارفور الموقعة في مايو 2006.
تم إصلاح السلطة بعد توقيع اتفاقية سلام دارفور الجديدة في 14 يوليو 2011 والتي تضمنت أحكامًا لسلطة إقليمية ذات وظائف تنفيذية وتشريعية. بدأ إصلاح السلطة الانتقالية الإقليمية لدرافور في سلطة دارفور الإقليمية في 20 سبتمبر 2011 عندما تم تعيين تيجاني سيسي رئيسًا للسلطة الجديدة واكتمل في 8 فبراير 2012 عندما تولت السلطة وظائفها الكاملة. ومقر السلطة في الفاشر بشمال دارفور.

## التاريخ
أُنشئت سلطة إقليمية انتقالية في دارفور في أبريل / نيسان 2007 كجزء من اتفاقية سلام دارفور بين حكومة السودان وزعيم حركة تحرير السودان مني مناوي. كان الاتفاق محاولة لحل نزاع دارفور المستمر منذ فبراير 2003. تم التوقيع على الاتفاقية فقط من قبل مجموعة متمردة واحدة، هي حركة تحرير السودان، ورفضتها حركة العدل والمساواة، مما أدى إلى استمرار الصراع.
تألفت السلطة الانتقالية الإقليمية في دارفور من ست لجان، من بينها صندوق التعمير والتنمية في دارفور (DRDF) الذي يمثل العمود الفقري للسلطة. كان عبد الجبار دوسة الرئيس المؤسس لقوات الدفاع عن الديمقراطية. وقد أعدت الهيئة خطة شاملة ومهمة لإعادة الإعمار والتنمية مدتها سبع سنوات 2008-2015 ليتم تنفيذها في المنطقة مع إعداد جميع المشاريع التي تلبي المعايير الدولية. في عام 2008، حيث فشلت الحكومة في الوفاء بالتزاماتها بتخصيص الأموال الأولية (700 مليون دولار) المتفق عليها في الاتفاقية التي استقال عبد الجبار دوسة ويعيش كلاجئ في المملكة المتحدة.
في ديسمبر 2010، انسحبت حركة تحرير السودان من اتفاقية السلام والسلطة الإقليمية. وفر زعيمها مني مناوي إلى جنوب السودان وتم فصله منذ ذلك الحين كمساعد أول لرئيس السودان ورئيس السلطة الإقليمية الانتقالية لدارفور. وقام الرئيس الجديد شرتاي جعفر عبد الحكم بعد ذلك بعزل 10 أعضاء آخرين في حركة تحرير السودان من السلطة.
في حزيران / يونيو 2011، اقترح الوسطاء المشتركون في منتدى الدوحة للسلام اتفاقية سلام دارفور الجديدة. كان القصد من هذا الاتفاق الجديد هو إبطال اتفاقية أبوجا لعام 2006 وتضمنت أحكامًا لنائب الرئيس الدارفوري وهيكل إداري يشمل كلا من الولايات (كجزء من العملية، تم إنشاء ولايتين إضافيتين في يناير 2012 داخل دارفور) وسلطة إقليمية إستراتيجية للإشراف على دارفور ككل. تم التوقيع على الاتفاقية الجديدة من قبل حكومة السودان وحركة التحرير والعدالة في 14 يوليو 2011. بدأت العملية الانتقالية نحو سلطة جديدة في 20 سبتمبر 2011 عندما عين رئيس السودان تيجاني سيسي رئيسًا لها. وقد أدى اليمين رسميًّا كرئيس في أكتوبر 2011، أعقبه أعضاء تنفيذيون آخرون تم تعيينهم في يناير 2012. كما تم إنشاء الولايتين الجديدتين (شرق دارفور ووسط دارفور) في منطقة دارفور في نفس الوقت، ليصل المجموع إلى خمس. تولت السلطة الجديدة مهامها الكاملة في 8 فبراير 2012.
بعد استفتاء وضع دارفور الذي تم إجراؤه في أبريل 2016، تم حل سلطة دارفور الإقليمية في يوليو 2016. وقد تم تسليم أصولها إلى مكتب رئيس السودان، واللجان التي تم إنشاؤها كجزء من اتفاق سلام دارفور هي الآن مسؤولة مباشرة أمام الرئيس.

## بنود
تضمنت اتفاقية سلام دارفور لعام 2011 أحكامًا بشأن هيكل إداري لدارفور يشمل الولايات الثلاث (التي تم رفعها إلى خمس ولايات اعتبارًا من يناير 2012) وسلطة إستراتيجية للإشراف على المنطقة ككل. تتكون السلطة الإقليمية التي اقترحتها من كل من الأجهزة التنفيذية والتشريعية المعروفة باسم السلطة التنفيذية في دارفور ومجلس دارفور.

### مسؤول تنفيذي لدارفور
وقد قاد السلطة التنفيذية في دارفور رئيس تنفيذي، كما ضم نائبًا تنفيذيًا، وحكام ولايات دارفور، والوزراء، ورؤساء اللجان المخصصة لدارفور. وكان زعيم حركة التحرير والعدالة تيجاني سيسي، آخر رئيس للسلطة. تم تعيين نائب الرئيس من قبل الحكومة المركزية.

#### الأعضاء التنفيذيون
| العضو                        | مكتب                                        |
| ---------------------------- | ------------------------------------------- |
| تيجاني سيسي                  | الرئيس التنفيذي                             |
| يوسف تبن                     | محافظ ولاية وسط دارفور                      |
| عبد الحميد موسى كاشا         | محافظ ولاية شرق دارفور                      |
| عثمان محمد يوسف كبر          | محافظ ولاية شمال دارفور                     |
| حماد إسماعيل حماد عبد الكريم | محافظ ولاية جنوب دارفور                     |
| يوسف الشنبلي                 | محافظ ولاية ولاية غرب دارفور                |
| آمنة هارون محمد علي          | وزيرة المالية والاقتصاد                     |
| عثمان أحمد فضل واش           | وزير التكنولوجيا والتنمية وبناء القدرات     |
| عبد الحميد أحمد أمين         | مفوض العدالة والمصالحة                      |
| أزهري شطة                    | مفوض العودة الطوعية وإعادة التوطين والتعويض |

### القيادة
| فترة                           | مايجب في الوضع الراهن | حزب                   |
| ------------------------------ | --------------------- | --------------------- |
| 23 أبريل 2007 - 5 ديسمبر 2010  | مني مناوي             | حركة تحرير السودان    |
| 5 ديسمبر 2010 - 20 سبتمبر 2011 | شرتاي جعفر عبد الحكم  | حزب المؤتمر الوطني    |
| 20 سبتمبر 2011 - يوليو 2016    | تيجاني سيسي           | حركة التحرير والعدالة |

### مجلس دارفور
تألف مجلس دارفور من 66 عضوا من المجلس ينتمون إلى الحركات المسلحة والهيئات التشريعية لولاية دارفور. اجتمع المجلس للمرة الأولى في كانون الثاني / يناير 2013 في نيالا، جنوب دارفور.

## الوضع الدائم لدارفور
تم تحديد الوضع الدائم لإقليم دارفور من خلال استفتاء أجري في أبريل 2016، حيث كان لدى شعب دارفور الاختيار بين «إنشاء إقليم دارفور يتكون من الولايات الثلاث» (توجد الآن خمس ولايات)، مع دستور وحكومة إقليمية، أو الإبقاء على الوضع الراهن، مع تقسيم إقليم دارفور بين عدة ولايات. وأسفر الاستفتاء عن الاحتفاظ بالوضع الراهن.

## روابط خارجية
- السلطة الإقليمية لدارفور
- السلطة الإقليمية الانتقالية لدارفور
- مفوضية أراضي دارفور
- مفوضية إعادة التأهيل والتوطين في دارفور
- صندوق التعمير والتنمية في دارفور

### وسائل الإعلام
- بوابة السودان لحقوق الإنسان - أخبار دارفور
- راديو دبنقا - أخبار دارفور